# 정보 필터링 시스템
정보 필터링 시스템(Information filtering system)은 인간 사용자에게 표시되기 전에 (반)자동화 또는 컴퓨터화된 방법을 사용하여 정보 스트림에서 중복되거나 원치 않는 정보를 제거하는 시스템이다. 주요 목표는 정보 과다를 관리하고 의미론적 신호 대 잡음비를 증가시키는 것이다. 이를 위해 사용자 프로필을 일부 참조 특성과 비교한다. 이러한 특성은 정보 항목(콘텐츠 기반 접근 방식) 또는 사용자의 사회적 환경(협업 필터링 접근 방식)에서 비롯될 수 있다.
정보 전송 신호 처리에서 필터 (신호 처리)는 비트 수준에서 문맥을 방해하는 잡음에 대해 사용되는 반면, 정보 필터링에 사용되는 방법은 의미적 수준에서 작동한다.
사용되는 기계 방법의 범위는 정보 추출과 동일한 원리를 기반으로 한다. 주목할만한 응용 프로그램은 이메일 스팸 필터 분야에서 찾을 수 있다. 따라서 어떤 형태의 필터가 필요한 것은 정보의 폭발뿐 아니라 부주의하거나 악의적으로 유입된 의사 정보이기도 하다.
프레젠테이션 수준에서 정보 필터링은 사용자 기본 설정 기반 뉴스피드 등의 형태를 취한다.
추천 시스템과 콘텐츠 검색 플랫폼은 사용자가 관심을 갖고 있는 정보 항목(영화, 텔레비전, 음악, 책, 뉴스, 웹 페이지)을 사용자에게 제시하려고 시도하는 능동형 정보 필터링 시스템이다. 이러한 시스템은 사용자에게 흐르는 정보에 정보 항목을 추가한다. 사용자를 향한 정보 흐름에서 정보 항목을 제거하는 것과는 반대로 사용자. 추천 시스템은 일반적으로 협업 필터링 접근 방식을 사용하거나 협업 필터링과 콘텐츠 기반 필터링 접근 방식의 조합을 사용하지만 콘텐츠 기반 추천 시스템이 존재한다.

## 같이 보기
- 인공지능
- 필터 버블
- 정보문해
- 정보 과다
- 정보화 사회
- 칼만 필터